# Jersey All Pro Wrestling
La Jersey All Pro Wrestling è una federazione di wrestling statunitense, con base nel New Jersey. 
La federazione è nata il 19 aprile 1997 ed è stata creata da Frank Iadeavia e Angel Surita. L'idea della federazione era inizialmente di prendere solamente wrestler che combattessero solo nella JAPW stessa, anche se poi, con la libera circolazione dei lottatori fra le varie federazioni indipendenti, la promotion ha perso questa caratteristica. 

## Titoli
| Championship                        | Campione                                         | Precedente                | Data             | Luogo        |
| ----------------------------------- | ------------------------------------------------ | ------------------------- | ---------------- | ------------ |
| JAPW Heavyweight Championship       | BLK Jeez                                         |                           | 16 novembre 2016 | Rahway       |
| JAPW Tag Team Championship          | Strong Style Outlawz (Eddie Kingston e Homicide) | Necro Butcher e Nick Cage | 14 aprile 2012   | Rahway       |
| JAPW Light Heavyweight Championship | Arcadiah                                         |                           | 16 novembre 2016 | Philadelphia |
| JAPW Women's Championship           | LuFisto                                          |                           | 21 ottobre 2017  | Jersey City  |

## Titoli ritirati
| Championship                        | Last Champion(s)     | Previous          | Date Won         | Location   |
| ----------------------------------- | -------------------- | ----------------- | ---------------- | ---------- |
| JAPW New Jersey State Championship  | Brodie Lee           | Charlie Haas      | 22 maggio 2010   | Rahway     |
| JAPW Fan's Championship             | PJ                   | N/A               | 6 agosto 1999    | Bayonne    |
| JAPW Student Championship           | Roach                | Tony Lazaro       | 12 aprile 2002   | Bayonne    |
| JAPW Suicidal Championship          | Jay Lover            | Louie Ramos       | 19 agosto 2000   | Sayreville |
| JAPW Television Championship        | Eddie Thomas         | Skinhead Ivan     | 13 dicembre 2003 | Rahway     |
| JAPW Students Tag Team Championship | Eddie & Miles Thomas | Just G & Johnny T | 8 febbraio 2002  | Bayonne    |